# Entry Vehicle Demonstrator
Der Earth re-entry Vehicle Demonstrator (EVD, Erd-Wiedereintritts-Demonstrations-Fahrzeug) ist ein unbemanntes Experimental-Raumschiff im Rahmen des ESA-Projekts Aurora zur Erforschung des Sonnensystems. Um die Proben, die durch Robotertechnik auf anderen Planeten gesammelt wurden, besser analysieren zu können, müssen diese auf die Erde gebracht werden.
Ziel dieses Demonstrators ist es, den Wiedereintritt in die Erdatmosphäre für die Mars Sample Return (MSR) Mission (Rückführung von Proben vom Mars zur Erde) zu testen. Hierfür wird ein kleines Vehikel (oder Kapsel) in eine elliptische Umlaufbahn um die Erde gebracht und anschließend in Richtung Erde beschleunigt, um die Umstände nach einer Rückkehr vom Mars zu simulieren. Bei der ESA-Konferenz im Dezember 2005 wurde bisher von 14 der 17 Mitgliedstaaten nur die Beteiligung an der ExoMars-Mission bestätigt, womit sich der Start der Entry Vehicle Demonstrator Mission wohl verschiebt oder dieses Projekt komplett gestrichen wird.
Ein ähnliches Projekt war bereits der ARD, der am 21. Oktober 1998 erfolgreich gestartet wurde. Allerdings war dabei die Zielsetzung die mögliche Entwicklung einer europäischen Mannschaftskapsel.